# Lucía Oxenford
Lucía Inés Oxenford Frayssinet (Lima, 8 de junio de 1991) es una actriz, modelo y productora peruana de ascendencia argentina, que ha desarrollado su carrera artística en obras teatrales y teleseries nacionales. Es la hija de los actores Marcelo Oxenford e Yvonne Frayssinet.

## Biografía
Nació el 8 de junio de 1991 en Lima; bajo el nombre completo de Lucía Inés Oxenford Frayssinet. Es la hija de los actores Marcelo Oxenford e Yvonne Frayssinet, hermana por vía paterna de la periodista Juliana Oxenford, sobrina de la actriz Patricia Frayssinet, y prima hermana de Alonso Cano y Carolina Cano, también actores.
Comenzó su carrera artística desde temprana edad como actriz de teatro infantil, logrando participar en papeles menores y más tarde, obtuvo roles principales en las telenovelas peruanas La rica Vicky y Pobre diabla en los años 1998 y 2000 respectivamente.
Pero fue hasta 2012, cuando participaría en el reparto protagónico de la obra teatral cómica Chicas de Lima del director Carlos Rubín, en la que fue separada del elenco debido a su escándalo comprometedor con el cantante Jean Paul Santa María. En ese mismo año, asume el rol de reportera del programa televisivo Malcriados para Panamericana Televisión. Como modelo, fue portada de la revista semanal SoHo Perú en 2013.
Al año siguiente, participó en la teleserie Vacaciones en Grecia, interpretando a Carolina, la novia de Estéfano Ricchi, y concurso en el reality de baile El gran show sin conseguir el éxito, quedando eliminada de la competencia. En ese año, fue protagonista del videoclip del tema musical «Mil problemas», interpretado por el cantante folclórico Jheyson Meza.
En el año 2014 asume el protagónico de la otra ficción Akaloradas junto a su madre Yvonne, además de contar en el reparto principal a las primeras actrices Claudia Dammert, Sonia Oquendo y Mónica Domínguez. Previo a ello, participa en el reparto recurrente de la teleserie Al fondo hay sitio, bajo el personaje de Francesca Maldini en su etapa joven durante los años 2011 y 2013.
Tiempo más tarde, comienza su radicación en Argentina a partir de 2015 para estudiar producción de espectáculos en la Universidad de Palermo. Más tarde, fundaría su productora Vatra Producciones en ese país, donde se ha desempeñado como productora general.
Regresó al Perú en 2021, asumiendo la producción general del montaje teatral Radojka, contando como protagonistas a la actriz Pilar Brescia y su madre Yvonne. Años más tarde, regresa a la actuación incorporándose al reparto principal de la telenovela Tu nombre y el mío en 2024, donde interpretaría a Fiorella Trigoso, la amante del villano Marcial Montero, interpretado por el actor Óscar Carrillo.

## Filmografía

### Televisión
| Año       | Título               | Rol                                | Notas                        | Emisión                 |
| --------- | -------------------- | ---------------------------------- | ---------------------------- | ----------------------- |
| 1998      | La rica Vicky        | Kika                               | Reparto principal            | Frecuencia Latina       |
| 2000      | Pobre diabla         | Patty Hernández-Marín Mejía Guzmán | Reparto principal            | Frecuencia Latina       |
| 2012      | Malcriados           | Ella misma                         | Reportera y parte del elenco | Panamericana Televisión |
| 2011-2013 | Al fondo hay sitio   | Francesca Maldini (joven)          | Reparto recurrente           | América Televisión      |
| 2013      | Vacaciones en Grecia | Catalina                           | Reparto principal            | América Televisión      |
| 2013      | El gran show         | Ella misma                         | Participante                 | América Televisión      |
| 2024      | Tu nombre y el mío   | Fiorella Trigoso                   | Antagonista principal        | América Televisión      |
| 2025      | Nina de azúcar       | Sabrina                            | Antagonista recurrente       | América Televisión      |

### Teatro
- Chicas de Lima (2012-2013), protagonista.
- Akaloradas (2014), protagonista.
- Radojka (2021), productora general.

### Videoclip musical
- «Mil problemas» de Jheyson Meza (2013), protagonista.